# アウグスト・ヴィルヘルム・フォン・プロイセン (1722-1758)

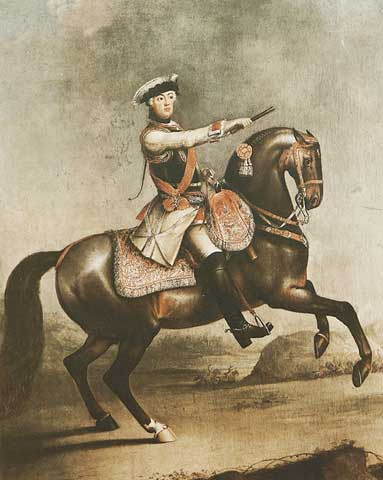
プロイセン王子アウグスト・ヴィルヘルム

アウグスト・ヴィルヘルム・フォン・プロイセン（ドイツ語: August Wilhelm von Preußen, 1722年8月9日 - 1758年6月12日）は、プロイセン王国の王族・軍人。フリードリヒ・ヴィルヘルム1世の五男で、フリードリヒ2世の弟、またフリードリヒ・ヴィルヘルム2世の父。

## 生涯
フリードリヒ・ヴィルヘルム1世とその妃であったイギリス王ジョージ1世の王女ゾフィー・ドロテア（1687年 - 1757年）の間に第11子として、1722年8月9日にベルリンで生まれた。1744年には息子がいなかったフリードリヒ2世の王太弟としてプリンツ・フォン・プロイセンに叙された。
第二次シュレージエン戦争に参戦し、1745年6月のホーエンフリートベルクの戦いで戦功を挙げたが、七年戦争ではツィッタウから撤退したことでフリードリヒ2世の不興を買い、軍務から引退することとなった。
兄よりも早く1758年6月12日に薨去したため、自身が王位に即くことはなかった。歿地はオラニエンブルク宮殿（ブランデンブルク州オラニエンブルク）で、墓所はベルリン大聖堂にある。
薨去後の1769年、フリードリヒ2世との文通が出版された。

## 結婚と子女
1742年1月6日に、ブラウンシュヴァイク＝ヴォルフェンビュッテル公フェルディナント・アルブレヒト2世の娘で、フリードリヒ2世の王妃エリーザベト・クリスティーネの妹でもあるルイーゼ・アマーリエ（1722年 - 1780年）と結婚し、以下の3男1女をもうけた。
- フリードリヒ・ヴィルヘルム（1744年 - 1797年） - プロイセン王フリードリヒ・ヴィルヘルム2世
- フリードリヒ・ハインリヒ・カール（1747年 - 1767年）
- フリーデリケ・ゾフィー・ヴィルヘルミーネ（1751年 - 1820年） - オランダ総督・オラニエ公ウィレム5世妃
- ゲオルク・カール・エミール（1758年 - 1759年）